# 梁珊
梁珊（英語：Leung Shan，1945年4月7日—），香港女性影視演員、曾為無綫電視及亞洲電視旗下藝人，現為香港演藝人協會會員長兼會籍組組長。早年加入香港左派電影公司，之後在1978年才加入麗的電視，1979年起成為香港電視廣播有限公司主演長篇電視劇《天虹》。她從1980年開始在無綫電視繼續演出劇集及工作多年至1990年代再次加入亞洲電視，1999年後較少在幕前演出及開始淡出娛樂圈。其後，她於2000年代初移民加拿大多倫多。近年在中國大陸及香港發展；偶爾在客串演出電影和電視劇等等。

## 背景
梁珊於廣州出生，有八兄弟姊妹，自己排行第五。父親任職律師，亦會參與學校辦學。她年幼時來到香港生活過一段時間，便因家人認為她會學壞而被父親送回中國內地上學，讀至中學畢業。她後來分別報考北京電影學院、中央戲劇學院以及北京外國語學院（現為北京外國語大學），最後在廣州珠江電影製片廠入讀北京電影學院特設、為期半年的演員訓練班，由從蘇聯回來的導師教導舞台戲劇與舞蹈課。梁珊在1949年四歲時已自行租借舞台跳舞，又會參加學校的舞蹈活動。1957年十二歲時獲華南歌舞團（前名為華南文工團，現為廣東歌舞劇院）取錄；但礙於尚未中學畢業而被父親反對加入團隊。就讀廣州市花都區新華中學的她，她在1961年十六歲時那年正式重回香港加入演藝界，被鳳凰影業羅政旗下。獲招攬的原因源於相關人士於梁報讀演員訓練班時期已認識她，所以當得知其藝術背景以後，順勢在香港簽她為演員。而梁珊重返香港的因由則出於要照顧患病的母親。同時父親不希望她從事演藝學業，因此沒收了她的回鄉證，並想在香港開設幼稚園，讓她擔任校監。
梁珊投身電影界初年，主力演出國語片，曾經接受鳳凰影業的演員訓練班。其首部參演的電影是1963年的《董小宛》。及後擔任過場記、副導演、剪接等崗位。隨著左派公司沒落，加上麗的電視於1978年邀請她出演電視劇集《巨星》，她遂轉型為影視雙棲的藝人。1980年合約期滿，期間在1979年演出無綫電視《天虹》一劇。1981年正式簽約無綫電視，成為合約藝員。此前她是長城電影公司的演員。自1980年起，梁珊多花時間在舞台劇方面，與此同時兼拍電視劇，直至1990年獲邀部頭合約形式重回亞洲電視。她早在1987年至1989年辦理移民加拿大手續。
1999年，沒有演出慾望回到加拿大定居。另一方面，她雖然減少幕前演出，仍然把時間花在演藝層面，例如協助籌備話劇、出任香港演藝人協會理事、自我進修等。身處海外階段曾經於多倫多加拿大中文電台擔任唱片騎師，主持與星座有關的廣播節目。梁珊在2014年再次回歸香港演藝界，主要演出舞台劇。在2015年被香港浸會大學電影學院邀請教授演戲課程。她之所以重新於香港演藝界發展活躍起來，與她認為演藝是一種偉大的教育工作有關連。

## 個人生活
梁珊於1970年代曾有一段婚姻。她是香港已故水墨畫家鄭家鎮的徒弟。

## 演出作品
*以下列表只記錄梁珊演出過的劇集作品，若有遺漏，請協助補充相關資料。

### 電視劇（無綫電視）
| 首播   | 節目名稱         | 角色       | 備註       |
| 1979年 | 天虹             | 俞淑寬     |            |
| 1979年 | 四眼神探         |            |            |
| 1979年 | 左鄰右里         |            |            |
| 1979年 | 楚留香           | 石觀音     |            |
| 1979年 | 名劍風流         | 姬夫人     |            |
| 1980年 | 外母駕到         | 杜秋池     |            |
| 1980年 | 發現灣           | 巫美英     |            |
| 1981年 | 飛鷹             | 倪老太     |            |
| 1981年 | 富貴榮華         | 童珊       |            |
| 1981年 | 鱷魚潭           | 蘭姨       |            |
| 1982年 | 男子漢           |            |            |
| 1982年 | 天龍八部         | 刀白鳳     |            |
| 1982年 | 星塵             | 姚韵母親   |            |
| 1982年 | 雙面人           | 莊妙蘭     |            |
| 1982年 | 四海一家         | 花姑       |            |
| 1983年 | 奔向太陽         |            |            |
| 1983年 | 豹子膽           |            |            |
| 1983年 | 再見十九歲       |            |            |
| 1983年 | 霹靂神探         | 賭客       |            |
| 1983年 | 夾心人           | 江秀勤     |            |
| 1983年 | 七彩如來神掌     | 孫翠環     |            |
| 1984年 | 老爺大過天       |            |            |
| 1984年 | 秋瑾             | 徐漢民     |            |
| 1984年 | 魔域桃源         | 普佳兒     |            |
| 1984年 | 楚留香之蝙蝠傳奇 | 枯梅師太   |            |
| 1984年 | 香江花月夜       | 貝太太     |            |
| 1985年 | 碧血劍           | 歸二娘     |            |
| 1985年 | 大香港           |            |            |
| 1985年 | 中四丁班         |            |            |
| 1985年 | 後生可畏         |            |            |
| 1985年 | 楚河漢界         | 魏王妃     |            |
| 1985年 | 新紮師兄續集     | 陶惠英     |            |
| 1985年 | 都市風情         |            | 單元：晚情 |
| 1986年 | 黃大仙           | 大娘       |            |
| 1989年 | 還我本色         | 程美珍     |            |
| 1989年 | 香港雲起時       | 王美玲母親 |            |
| 1990年 | 回到未嫁時       | 何寶琴     |            |
| 1990年 | 香港蛙人         | Grace母親  |            |

### 電視劇（麗的電視）
| 首播   | 節目名稱 | 角色 | 備註 |
| 1978年 | 巨星     | 錦姨 |      |

### 電視劇（亞洲電視）
| 首播   | 節目名稱                   | 角色                 | 備註                                                                                        |
| 1988年 | 禿鷹特警隊                 |                      | 單元《引火焚心》、《地獄判官》、《血洗香江》                                                |
| 1989年 | 大陰謀                     |                      | 「第三度劇場」電視劇、由招振強監製，共五集                                                  |
| 1991年 | 大都會鄉里                 |                      |                                                                                             |
| 1992年 | 李小龍傳                   | 何翠蓮               |                                                                                             |
| 1992年 | 八婆會館                   | 藍潘順 / 潘金蓮      |                                                                                             |
| 1992年 | 今裝戲寶之女殺手           | 曾寶珠師父           |                                                                                             |
| 1993年 | 賭神秘笈'93                | 花姑                 |                                                                                             |
| 1993年 | 槍神                       | 安母                 |                                                                                             |
| 1993年 | 新香港奇案S2               |                      | 八仙飯店滅門慘案                                                                            |
| 1994年 | 洪熙官                     | 皇太后               |                                                                                             |
| 1994年 | 碧血青天楊家將             | 貞順女主             |                                                                                             |
| 1994年 | 郎心如鐵（又名：失落真心） | 鄭麗珠               |                                                                                             |
| 1995年 | 城中姐妹花2之子夜情人      |                      |                                                                                             |
| 1995年 | 包青天                     | 朱姚氏 楊大嫂 蕭太后 | 單元三：再世情仇（第15 - 20集） 單元八：殉情記（第46 - 52集） 單元六：鐵丘墳（第34 - 40集） |
| 1996年 | 我和春天有個約會           | 姚小蝶繼母           |                                                                                             |
| 1996年 | 飄零燕                     | 張麗娟               |                                                                                             |
| 1996年 | 千王之王重出江湖           | 許八通               |                                                                                             |
| 1997年 | 肥貓正傳                   | 三妹                 |                                                                                             |
| 1997年 | 97變色龍                   | 莉莉                 |                                                                                             |
| 1997年 | 天長地久                   | 白蘭                 |                                                                                             |
| 1998年 | 呆佬賀壽                   | 霞姐                 |                                                                                             |
| 1999年 | 縱橫四海                   | 蕭志強夫人           |                                                                                             |
| 2000年 | 我和殭屍有個約會II         | 阮夢夢母親           |                                                                                             |

### 電視電影
- 1991年：危情共舞（無綫電視）

### 電影
- 1963年：董小宛 飾 紫霞
- 1964年：假婿乘龍 飾 秋香
- 1964年：合家歡 飾 李慧文
- 1964年：永結同心
- 1964年：魂斷奈何天
- 1965年：十月新娘
- 1966年：小忽雷
- 1966年：審妻 飾 玉茹
- 1967年：矇查查的愛情 飾 金美美
- 1967年：白領麗人 飾 陶麗莎
- 1968年：石敢當 飾 雲姑
- 1968年：迴末傳奇 飾 李太太
- 1969年：我的一家
- 1969年：少男少女
- 1969年：金色年華 飾 李靜宜
- 1970年：海燕 飾 江曼雲
- 1970年：古鐘風雲 飾 王玉英
- 1978年：蕩寇群英
- 1981年：文仔的肥皂泡 飾 文哲母親
- 1982年：衝激21 飾 Ben 母親
- 1983年：魔胎 飾 志昌妻子
- 1984年：第八站
- 1985年：少年蘇乞兒 飾 蘇燦後母
- 1986年：開心鬼撞鬼 飾 顧家仁妻子
- 1987年；開心快活人
- 1987年：精裝追女仔 飾 刁太
- 1987年：標錯參 飾 珠寶店老闆娘周太
- 1987年：富貴逼人 飾 呂摩投
- 1990年：爛賭財神 飾 May 母親
- 1990年：天若有情 飾 Jo Jo 母親
- 1991年：難得有情郎 飾 蓮母
- 1998年：烈火青春
- 1999年：佈局
- 2006年：我要成名 飾 潘家輝輝母親

### 舞台劇
- 1967年：紅燈記 飾 李奶奶（話劇）[11]
- 1983年：鬼馬鴛鴦[12]
- 2014年：那年五月[13][14]
- 2018年：阿闍世[15]

### 參與節目
- 1980年：歡樂今宵（演出嘉賓；無綫電視）[16]

## 外部連結
- 梁珊在香港影庫上的簡介